# Flavia Steno
Flavia Steno nata Amelia Cottini Osta (Lugano, 26 giugno 1877 – Genova, dicembre 1946) è stata una giornalista e scrittrice italiana di romanzi d'appendice, molto popolare agli inizi del XX secolo.

## Biografia
Nacque nella Svizzera italiana, in seno a una famiglia d’origini savoiarde. Suo padre, Giovanni, lavorava in ambito commerciale, mentre sua madre, Adelaide Brughera, apparteneva a una famiglia d’industriali.  Fu sorella dell'attore teatrale Armando Cottini. Compì la sua formazione fra la Svizzera e l’Italia e arrivò a padroneggiare anche il francese e il tedesco, oltre al nativo italiano. Tra il 1895 e il 1898 si dedicò all’insegnamento della letteratura italiana e della storia universale presso la scuola femminile di Locarno. La sua città natale, Lugano, comparve in un romanzo d’appendice scritto nel 1910, In terra libera.
Flavia Steno entrò nella redazione del quotidiano genovese Il Secolo XIX nel 1898, dapprima come giornalista e in seguito come scrittrice, con lo pseudonimo sopracitato, di diversi romanzi d'appendice, pubblicati dapprima a puntate e in seguito raccolti in volume dall'editore Treves, che ottennero grandissimo successo all'epoca.
Fece parte dell’Associazione Ligure dei Giornalisti, dell’Associazione della donna e fu interlocutrice de La Fronde, periodico redatto da sole donne.
Nel novembre 1911 denunciò l’asservimento dell’Austria, come della Germania, al mondo bancario, rifacendosi alle tesi che Francesco Coppola andava elaborando sull’Idea Nazionale.
Dal 1915 il suo interventismo si concretizzò nel ruolo di corrispondente di guerra e agente di propaganda senza soluzione di continuità.
In questo doppio registro fu fra le poche donne a vedere e raccontare il conflitto al fronte, infiammando una mobilitazione femminile patriottica che indusse donna Paola Baronchelli Grosson a inserirla fra le 157 donne benemerite della città di Genova.
Con la lettera inviata il 26 giugno 1915 all’editore del suo giornale Il Secolo XIX, ing. Mario Perrone, si recò a Berlino e iniziò ad inviare dispacci quotidiani con lo pseudonimo di Mario Valeri. La conoscenza della lingua tedesca le diede la possibilità di mescolarsi tra la gente, di ascoltare le voci rivelando le condizioni della Germania ad un anno dalla guerra non voluta da tutti, tranne che in Baviera.
Nell’ottobre/novembre 1915, Flavia Steno andò a Palmanova per avere dal Comando Supremo l’autorizzazione a visitare le formazioni sanitarie del Fronte. Dalla serie di corrispondenze Nell’orbita della guerra sull’organizzazione sanitaria militare, preceduta da un’inchiesta sui ricoveri genovesi, si enucleano i motivi del suo pensiero: l’esaltazione del soldato « corpo da curare – anima della nazione », il rilancio dell’estetizzazione futuristica della guerra, il richiamo all’istinto di maternità.
Il 27 luglio 1944, in seguito alla pubblicazione di un suo giudizio sui libri di testo per bambini, apparso nel 1943 sul Secolo XIX, in cui osteggiava il fascismo («in blocco non è eccessivo giudicarli un obbrobrio»), venne condannata a quindici anni di reclusione. Lasciò Genova, si recò a Zerba, a Moncalvo, dove trovò ricovero in un cascinale, in cui dimoravano i partigiani. Grazie all’ottenimento di una carta d’identità falsa, sotto il falso nome di Rina Fantoni, attese la caduta del regime. Il giornalista Nanni Carnesi in un articolo di memorie, rammenta di quando la riabbracciarono a Moncalvo, “in una notte di tempesta”. Tornò a scrivere per un anno al Corriere e poi al Secolo XIX, fino al dicembre del 1946. Il 4 dicembre 1946 condannò in un articolo i massacri di civili, soprattutto di donne e bimbi nei campi di Esperia da parte delle truppe marocchine, paragonandoli agli orrori dei campi di sterminio nazisti e lanciando un appello alle donne parlamentari da lei elette, per rendere pubblico il misfatto. Morì poco dopo, la notte del 19 dicembre 1946. I colleghi e le colleghe, dopo la sua scomparsa, ne diedero notizia sui giornali genovesi. Marbett su Il lavoro nuovo scrisse: «come la Serao era imbevuta fino al midollo di questo agre e affascinante odor d’inchiostro tipografico…grandi figure l’una e l’altra, nella loro sostanziale modestia fortissime rivendicatrici, senza darsene l’aria, dei diritti dell’intelligenza femminile».
Come romanziera ottenne nel 1932 un riconoscimento meritorio come “Scrittore d’arte” dall’Accademia ligustica di belle arti di Genova.
Tra i suoi successi si ricordano L'ultimo sogno e Il pallone fantasma del 1911, Così, la vita! e Fra cielo e mare del 1912, La nuova Eva e La veste d'amianto del 1913, Il gioiello sinistro del 1914, Il miraggio del 1915 e Oltre l'odio del 1916.
Inoltre a lei è anche dedicata una via nel quartiere di Quarto a Genova "via Flavia Steno".
È sepolta a Genova nel cimitero monumentale di Staglieno.

## Opere
- Flavia Steno, Mignon Sartori, Torino, G. Speirani e Figli, 1898
- Flavia Steno, Contro il fato, Firenze, A. Salani, 1901
- Flavia Steno, La nuova Eva, Milano [etc.], R. Sandron, 1904 (Palermo, Tip. F. Andò), 1904
- Flavia Steno, Il Pallone fantasma, Milano, Fratelli Treves, 1911
- Flavia Steno, L’ultimo sogno, Milano, 1911
- Flavia Steno, Così la vita, Milano, Fratelli Treves, 1912
- Flavia Steno, Fra cielo e mare, Milano 1912
- Flavia Steno, La veste d’amianto, Milano, Fratelli Treves, 1913
- Flavia Steno, Così mi pare, Genova, Libreriaeditrice moderna, 1913
- Flavia Steno, Il gioiello sinistro, Milano 1914.
- Flavia Steno, Il sogno che uccide, Milano 1914.
- Flavia Steno, Il Miraggio, Milano 1915.
- Flavia Steno, Oltre l’odio, Milano 1916.
- Flavia Steno, Gli orfani dei vivi, Milano 1926.
- Flavia Steno, Il silenzio ardente, Milano 1927.
- Flavia Steno, La Duchessa di Migliano, Bologna 1928.
- Flavia Steno, Il Passato che sorge, Bologna, 1929.
- Flavia Steno, La notte di San Lorenzo, Bologna 1930.
- Flavia Steno, L’istitutrice, Bologna 1931.
- Flavia Steno, Mignon, Bologna, 1931.
- Flavia Steno, Senza macchia, Bologna 1931.
- Flavia Steno, La lettera viola, Bologna 1931.
- Flavia Steno, Fiamme nella steppa, Milano 1932.
- Flavia Steno, Il piombo nell'ala, Bologna 1932.
- Flavia Steno, I cinque suggelli neri, Bologna 1934.
- Flavia Steno, L’abisso dell’amore, Bologna 1935.
- Flavia Steno, Avventure di mezzanotte, Firenze, 1935.
- Flavia Steno, Tu sei mio, Milano, 1935.
- Flavia Steno, Assenzio, Milano, 1937.
- Flavia Steno, Tra le fiamme, Firenze 1938.
- Flavia Steno, Come finì il sogno, Milano 1938.
- Flavia Steno, Ali nella fiamma, Milano 1939.
- Flavia Steno, Nina vuole vivere, Milano 1939.
- Flavia Steno, Il figlio di Nina, Milano 1939.
- Flavia Steno, Sissignora, Milano 1940.
- Flavia Steno, L'avventuriero. La casa abbandonata, II edizione, Bologna 1943.
- Flavia Steno, La mamma bella, Milano 1943.
- Flavia Steno, La giovinezza di Fausta, Milano 1944.
- Flavia Steno, Basta con l’amore, Milano 1944.
- Flavia Steno, La tua vita, Milano, 1945.
- Flavia Steni, Il re Mida, Milano, 1945.
- Flavia Steno, Mala fortuna, Bologna 1946.
- Flavia Steno, Appassionatamente, Milano 1946.
- Varaldo A., Una vita di lavoro, Flavia Steno, archivio del «Secolo XIX», 29-12-1946